# Paul Moreno
Paul René Moreno Altamirano (Chihuahua, 1º  settembre 1962) è un ex calciatore messicano, di ruolo centrocampista.

## Carriera

### Club
Ha trascorso l'intera carriera nel campionato messicano.

### Nazionale
Ha collezionato 7 presenze con la maglia della Nazionale.